# Casea
Casea és un gènere extint de sinàpsids de la família dels casèids que visqueren durant el Permià inferior en allò que avui en dia és Nord-amèrica. Se n'han trobat restes fòssils a Texas (Estats Units). Les espècies d'aquest grup feien aproximadament 1 m de llargada. Es calcula que el seu pes estava a la part baixa de l'interval entre 10 i 100 kg. Es diferencia dels altres «rèptils» del Permià coneguts fins al moment de la seva descripció per la presència d'una projecció anterior de gran envergadura a la part anterior de l'ili i una de petita a la part posterior. El nom genèric Casea fou elegit en honor del paleontòleg estatunidenc Ermine Cowles Case. Hi ha dubtes sobre la validesa i la filiació taxonòmica de les espècies que no són C. broilii.